# Leone Sforza (1476-1496)
Leone Sforza (1476 – 1496) fu conte di San Secondo, Felino e Torrechiara.

## Biografia
Era figlio illegittimo, probabilmente il secondogenito, di Ludovico il Moro e di una sua amante, Romana. Ludovico ebbe per lui un vivo affetto e molti sono i segni di ciò: nel 1481 gli donò il naviglio di Vigevano intrapreso da Filippo Maria Visconti; nel 1483 lo fece legittimare, riconoscendolo nel proprio testamento insieme all'altra figlia Bianca Giovanna, da lui amatissima, e nominandolo suo erede universale nel caso in cui gli fossero mancati figli maschi legittimi dal matrimonio (ben lungi dal celebrarsi).
Con un nuovo testamento gli assicurò poi una cospicua rendita e lo investì degli importanti feudi di Felino, Torrechiara e San Secondo, requisiti a  Pier Maria II e Guido de' Rossi di Parma.
Il suo primo incarico di rappresentanza ufficiale risale al gennaio 1485 quando, accompagnato da Galeazzo Sanseverino e passando per Mantova e per Ferrara, si recò a Venezia per presenziare a una grandiosa giostra in luogo del padre. Nel maggio dello stesso anno partecipò al solenne ricevimento di Ercole d'Este.
Tra la fine del 1495 e l'inizio del 1496 sposò la giovane nobildonna Margherita Grassi, di circa sedici anni, orfana dell'usuraio Tommasone. Margherita - promessa sposa nel lontano 1480 al fratellastro di Leone, Galeazzo, morto precocemente - aveva sposato verso il 1492 suo zio Giulio Sforza, vecchio e malandato, il quale morì il 15 gennaio 1495, lasciandola incinta di un figlio che partorì poco dopo.
Il matrimonio ebbe vita breve poiché Leone morì già nel 1496, ancor giovanissimo e senza aver avuto prole. Gli succedette nei feudi, brevemente, la matrigna Beatrice d'Este. Egli venne sepolto nella Chiesa di Santa Maria delle Grazie a Milano, nuovo mausoleo della famiglia Sforza; in seguito alle disposizioni del Concilio di Trento sulle sepolture (1564), la sua salma venne deposta in fondo al coro insieme a quelle della sorellastra Bianca Giovanna e della matrigna.
Viene talvolta confuso con l'omonimo cugino, quest'ultimo figlio di Sforza Secondo del ramo di Borgonovo e abate di San Vittore a Vigevano dal 1495, morto nel 1508.

La vedova, Margherita, era una giovane molto bella, ma vana: sposò in terze nozze, per volontà del Moro, Francesco di Renato Trivulzio, nipote di Gian Giacomo Trivulzio, al quale diede un figlio chiamato Renato. Neppure questo terzo matrimonio durò molto: civettuola la moglie, gelosissimo il marito, nel settembre 1498 Francesco finì per strangolare Margherita nel suo letto, dicendo poi di averla trovata già morta, e incappando così nelle ire del duca.

## Ascendenza
|                       |   |                        | Genitori               |  |  | Nonni |  |  | Bisnonni          |  |  | Trisnonni          |  |
|                       |   |                        |                        |  |  |       |  |  | Giacomo Attendolo |  |  | Giovanni Attendolo |  |
|                       |   |                        |                        |  |  |       |  |  | Giacomo Attendolo |  |  | Giovanni Attendolo |  |
|                       |   | Elisa Petraccini       |                        |  |  |       |  |  | Giacomo Attendolo |  |  |                    |  |
| Francesco I Sforza    |   |                        |                        |  |  |       |  |  | Giacomo Attendolo |  |  |                    |  |
|                       |   | Lucia Terzani          | …                      |  |  |       |  |  |                   |  |  |                    |  |
|                       |   | Lucia Terzani          | …                      |  |  |       |  |  |                   |  |  |                    |  |
|                       |   | Lucia Terzani          | …                      |  |  |       |  |  |                   |  |  |                    |  |
| Ludovico Sforza       |   | Lucia Terzani          |                        |  |  |       |  |  |                   |  |  |                    |  |
|                       |   | Filippo Maria Visconti | Gian Galeazzo Visconti |  |  |       |  |  |                   |  |  |                    |  |
|                       |   | Filippo Maria Visconti | Gian Galeazzo Visconti |  |  |       |  |  |                   |  |  |                    |  |
|                       |   | Filippo Maria Visconti | Caterina Visconti      |  |  |       |  |  |                   |  |  |                    |  |
| Bianca Maria Visconti |   | Filippo Maria Visconti |                        |  |  |       |  |  |                   |  |  |                    |  |
|                       |   | Agnese del Maino       | Ambrogio del Maino     |  |  |       |  |  |                   |  |  |                    |  |
|                       |   | Agnese del Maino       | Ambrogio del Maino     |  |  |       |  |  |                   |  |  |                    |  |
|                       |   | Agnese del Maino       | Ne de Negri            |  |  |       |  |  |                   |  |  |                    |  |
| Leone Sforza          |   | Agnese del Maino       |                        |  |  |       |  |  |                   |  |  |                    |  |
|                       | … | …                      |                        |  |  |       |  |  |                   |  |  |                    |  |
|                       | … | …                      |                        |  |  |       |  |  |                   |  |  |                    |  |
|                       | … | …                      |                        |  |  |       |  |  |                   |  |  |                    |  |
| …                     | … |                        |                        |  |  |       |  |  |                   |  |  |                    |  |
|                       |   | …                      | …                      |  |  |       |  |  |                   |  |  |                    |  |
|                       |   | …                      | …                      |  |  |       |  |  |                   |  |  |                    |  |
|                       |   | …                      | …                      |  |  |       |  |  |                   |  |  |                    |  |
| Romana                |   | …                      |                        |  |  |       |  |  |                   |  |  |                    |  |
|                       |   | …                      | …                      |  |  |       |  |  |                   |  |  |                    |  |
|                       |   | …                      | …                      |  |  |       |  |  |                   |  |  |                    |  |
|                       |   | …                      | …                      |  |  |       |  |  |                   |  |  |                    |  |
| …                     |   | …                      |                        |  |  |       |  |  |                   |  |  |                    |  |
|                       |   | …                      | …                      |  |  |       |  |  |                   |  |  |                    |  |
|                       |   | …                      | …                      |  |  |       |  |  |                   |  |  |                    |  |
|                       |   | …                      | …                      |  |  |       |  |  |                   |  |  |                    |  |
|                       |   | …                      |                        |  |  |       |  |  |                   |  |  |                    |  |